# Canadees voetbalelftal in 2013
Het Canadees voetbalelftal speelde in totaal dertien officiële interlands in het jaar 2013, waaronder drie duels bij de strijd om de CONCACAF Gold Cup. De nationale selectie stond onder leiding van interim-coach Colin Miller. Benito Floro werd in augustus aangesteld als definitieve opvolger van de opgestapte Stephen Hart. Canada behaalde dit jaar geen enkele overwinning.

## Balans
| Wedstrijden | Wedstrijden | Wedstrijden | Wedstrijden | Doelpunten | Doelpunten | Doelpunten | Punten |
| Gespeeld    | Winst       | Gelijk      | Verlies     | Voor       | Tegen      | Saldo      | Punten |
| ----------- | ----------- | ----------- | ----------- | ---------- | ---------- | ---------- | ------ |
| 13          | 0           | 3           | 10          | 1          | 19         | –18        | 0,230  |

## Interlands
|                                                                 |        |                                                                                       |            |                                                                                              |
| 26 januari Vriendschappelijk № 341 «onderlinge duels» 13:00 uur | Canada | 0 – 4                                                                                 | Denemarken | Kino Veterans Memorial Stadium, Tucson Toeschouwers: 2.000 Scheidsrechter: Juan Guzmán (USA) |
| 26 januari Vriendschappelijk № 341 «onderlinge duels» 13:00 uur |        | 8' Andreas Cornelius 11' Kasper Lorentzen 35' Andreas Cornelius 66' Andreas Cornelius |            | Kino Veterans Memorial Stadium, Tucson Toeschouwers: 2.000 Scheidsrechter: Juan Guzmán (USA) |

|                                                                 |                  |       |        |                                                                                      |
| 29 januari Vriendschappelijk № 341 «onderlinge duels» 19:00 uur | Verenigde Staten | 0 – 0 | Canada | BBVA Compass Stadium, Houston Toeschouwers: 11.737 Scheidsrechter: Raúl Castro (HON) |
| 29 januari Vriendschappelijk № 341 «onderlinge duels» 19:00 uur |                  |       |        | BBVA Compass Stadium, Houston Toeschouwers: 11.737 Scheidsrechter: Raúl Castro (HON) |

|                                                     |                                     |       |                  |                                                                                                |
| 22 maart Vriendschappelijk № 342 «onderlinge duels» | Japan                               | 2 – 1 | Canada           | Khalifa International Stadium, Doha Toeschouwers: 1.500 Scheidsrechter: Khamis Al-Kuwari (QAT) |
| 22 maart Vriendschappelijk № 342 «onderlinge duels» | Shinji Okazaki 9' Mike Havenaar 74' |       | 59' Marcus Haber | Khalifa International Stadium, Doha Toeschouwers: 1.500 Scheidsrechter: Khamis Al-Kuwari (QAT) |

|                                                               |        |                                                 |             | |
| 25 maart Vriendschappelijk № 343 «onderlinge duels» 19:00 uur | Canada | 0 – 2                                           | Wit-Rusland | Aspire Academy for Sports Excellence, Doha Toeschouwers: 100 Scheidsrechter: Abdullah Balideh (QAT) |
| 25 maart Vriendschappelijk № 343 «onderlinge duels» 19:00 uur |        | 29' Vital Radyyonaw 87' Uladzimir Khvashchynski |             | Aspire Academy for Sports Excellence, Doha Toeschouwers: 100 Scheidsrechter: Abdullah Balideh (QAT) |

|                                                             |        |                          |            |                                                                                      |
| 28 mei Vriendschappelijk № 344 «onderlinge duels» 20:00 uur | Canada | 0 – 1                    | Costa Rica | Commonwealth Stadium, Edmonton Toeschouwers: 8.102 Scheidsrechter: Chris Penso (USA) |
| 28 mei Vriendschappelijk № 344 «onderlinge duels» 20:00 uur |        | 17' (pen.) Jairo Arrieta |            | Commonwealth Stadium, Edmonton Toeschouwers: 8.102 Scheidsrechter: Chris Penso (USA) |

| CONCACAF Gold Cup |
| ----------------- |

|                                                           |        |         |                        |                                                                            |
| 7 juli Groep A № 345 «onderlinge duels» 17:30 uur (UTC−4) | Canada | 0 – 1   | Martinique             | Rose Bowl, Pasadena Toeschouwers: 56.822 Scheidsrechter: Marcos Brea (CUB) |
| 7 juli Groep A № 345 «onderlinge duels» 17:30 uur (UTC−4) |        | Verslag | 90+3' Fabrice Reuperné | Rose Bowl, Pasadena Toeschouwers: 56.822 Scheidsrechter: Marcos Brea (CUB) |

|                                                            |                                          |         |        |                                                                                    |
| 11 juli Groep A № 346 «onderlinge duels» 23:00 uur (UTC−4) | Mexico                                   | 2 – 0   | Canada | CenturyLink Field, Seattle Toeschouwers: 28.354 Scheidsrechter: Joel Aguilar (ESA) |
| 11 juli Groep A № 346 «onderlinge duels» 23:00 uur (UTC−4) | Raúl Jiménez 42' Marco Fabián 57' (pen.) | Verslag |        | CenturyLink Field, Seattle Toeschouwers: 28.354 Scheidsrechter: Joel Aguilar (ESA) |

|                                                            |        |       |        |                                                                                 |
| 14 juli Groep A № 347 «onderlinge duels» 20:30 uur (UTC−4) | Panama | 0 – 0 | Canada | Invesco Field, Denver Toeschouwers: 30.000 Scheidsrechter: Walter Quesada (CRC) |
| 14 juli Groep A № 347 «onderlinge duels» 20:30 uur (UTC−4) |        |       |        | Invesco Field, Denver Toeschouwers: 30.000 Scheidsrechter: Walter Quesada (CRC) |

|  |  |  |  |  |  |  |  |  |

|                                                                  |        |       |            |                                                                                    |
| 8 september Vriendschappelijk № 348 «onderlinge duels» 16:30 uur | Canada | 0 – 0 | Mauritanië | Oliva Nova Complex, Oliva Toeschouwers: 300 Scheidsrechter: Carlos del Cerro (ESP) |
| 8 september Vriendschappelijk № 348 «onderlinge duels» 16:30 uur |        |       |            | Oliva Nova Complex, Oliva Toeschouwers: 300 Scheidsrechter: Carlos del Cerro (ESP) |

|                                                                   |        |              |            |                                                                                 |
| 10 september Vriendschappelijk № 349 «onderlinge duels» 16:30 uur | Canada | 0 – 1        | Mauritanië | Oliva Nova Complex, Oliva Toeschouwers: 200 Scheidsrechter: Antonio Mateu (ESP) |
| 10 september Vriendschappelijk № 349 «onderlinge duels» 16:30 uur |        | 53' Adama Ba |            | Oliva Nova Complex, Oliva Toeschouwers: 200 Scheidsrechter: Antonio Mateu (ESP) |

|                                                                 |        |                                                       |           |                                                                            |
| 15 oktober Vriendschappelijk № 350 «onderlinge duels» 20:00 uur | Canada | 0 – 3                                                 | Australië | Craven Cottage, Londen Toeschouwers: 3.741 Scheidsrechter: Mike Dean (ENG) |
| 15 oktober Vriendschappelijk № 350 «onderlinge duels» 20:00 uur |        | 1' Joshua Kennedy 52' Dario Vidošić 79' Mathew Leckie |           | Craven Cottage, Londen Toeschouwers: 3.741 Scheidsrechter: Mike Dean (ENG) |

|                                                                  |                                     |       |        |                                                                                      |
| 15 november Vriendschappelijk № 351 «onderlinge duels» 17:00 uur | Tsjechië                            | 2 – 0 | Canada | Andrův stadion, Olomouc Toeschouwers: 9.749 Scheidsrechter: Bryn Markham-Jones (WAL) |
| 15 november Vriendschappelijk № 351 «onderlinge duels» 17:00 uur | Ondřej Čelůstka 3' Tomáš Hořava 82' |       |        | Andrův stadion, Olomouc Toeschouwers: 9.749 Scheidsrechter: Bryn Markham-Jones (WAL) |

|                                                                  |                  |       |        |                                                                             |
| 19 november Vriendschappelijk № 352 «onderlinge duels» 20:00 uur | Slovenië         | 1 – 0 | Canada | Arena Petrol, Celje Toeschouwers: 2.500 Scheidsrechter: Hüseyin Göçek (TUR) |
| 19 november Vriendschappelijk № 352 «onderlinge duels» 20:00 uur | Valter Birsa 52' |       |        | Arena Petrol, Celje Toeschouwers: 2.500 Scheidsrechter: Hüseyin Göçek (TUR) |

## Statistieken
| Milan Borjan          | 1987-10-23 | Sivasspor             | 6  | 1 | 0 | 16 | 0 |
| Lars Hirschfeld       | 1978-10-17 | Vålerenga IF          | 3  | 0 | 0 |    |   |
| Kenny Stamatopoulos   | 1979-08-28 | AIK Solna             | 2  | 0 | 0 |    |   |
| Simon Thomas          | 1990-04-12 | FC Edmonton           | 1  | 1 | 0 |    |   |
| Tomer Chencinski      | 1984-12-01 | Hakoah Amidar         | 1  | 0 | 0 |    |   |
| Verdediging           |            |                       |    |   |   |    |   |
| Doneil Henry          | 1993-04-20 | Toronto FC            | 9  | 1 | 0 | 11 | 0 |
| Marcel de Jong        | 1986-10-15 | FC Augsburg           | 9  | 0 | 0 |    |   |
| David Edgar           | 1987-05-19 | Burnley FC            | 7  | 0 | 0 | 22 | 1 |
| Ashtone Morgan        | 1991-02-09 | Toronto FC            | 5  | 4 | 0 |    |   |
| Dejan Jaković         | 1985-07-16 | DC United             | 5  | 0 | 0 |    |   |
| André Hainault        | 1986-06-17 | VfR Aalen             | 4  | 1 | 0 |    |   |
| Adam Straith          | 1990-09-11 | SV Wehen              | 4  | 0 | 0 |    |   |
| Nana Attakora-Gyan    | 1989-03-27 | San Jose Earthquakes  | 2  | 1 | 0 |    |   |
| Jackson Farmer        | 1995-05-03 | Vancouver Whitecaps   | 0  | 1 | 0 |    |   |
| Karl Ouimette         | 1992-06-18 | Montreal Impact       | 0  | 1 | 0 |    |   |
| Mason Trafford        | 1986-08-21 | Guizhou Zhicheng      | 0  | 1 | 0 |    |   |
| Middenveld            |            |                       |    |   |   |    |   |
| Nikolas Ledgerwood    | 1985-01-16 | MSV Duisburg          | 11 | 0 | 0 |    |   |
| Kyle Bekker           | 1990-09-02 | Toronto FC            | 7  | 4 | 0 | 11 | 0 |
| Julian de Guzmán      | 1981-03-25 | Skoda Xanthi          | 8  | 0 | 0 |    |   |
| Dwayne De Rosario     | 1978-05-15 | DC United             | 6  | 0 | 0 |    |   |
| Jonathan Osorio       | 1992-06-12 | Toronto FC            | 4  | 4 | 0 |    |   |
| Pedro Pacheco         | 1984-06-27 | CD Santa Clara        | 4  | 2 | 0 |    |   |
| Russell Teibert       | 1992-12-22 | Vancouver Whitecaps   | 4  | 2 | 0 |    |   |
| Stefan Cebara         | 1991-04-12 | NK Celje              | 3  | 2 | 0 |    |   |
| Atiba Hutchinson      | 1983-02-08 | Beşiktaş              | 3  | 0 | 0 |    |   |
| Kyle Porter           | 1990-01-23 | DC United             | 2  | 5 | 0 |    |   |
| Samuel Piette         | 1994-11-12 | Fortuna Düsseldorf II | 3  | 3 | 0 |    |   |
| Terry Dunfield        | 1982-02-20 | Oldham Athletic       | 2  | 2 | 0 |    |   |
| Will Johnson          | 1987-01-21 | Portland Timbers      | 3  | 0 | 0 |    |   |
| Jonathan Beaulieu     | 1988-09-27 | Montreal Carabins     | 1  | 1 | 0 |    |   |
| Keven Alemán          | 1994-03-25 | Real Valladolid       | 0  | 3 | 0 |    |   |
| Jérémy Gagnon-Laparé  | 1995-03-09 | Montreal Impact       | 0  | 2 | 0 | 2  | 0 |
| Matt Stinson          | 1992-09-09 | York Lions            | 0  | 1 | 0 |    |   |
| Philippe Davies       | 1990-12-12 | Richmond Kickers      | 0  | 1 | 0 |    |   |
| Aanval                |            |                       |    |   |   |    |   |
| Tosaint Ricketts      | 1987-08-06 | Bucaspor              | 8  | 4 | 0 | 30 | 5 |
| Marcus Haber          | 1989-01-11 | Notts County          | 6  | 1 | 1 |    |   |
| Issey Nakajima-Farran | 1984-05-16 | RWDM Brussels         | 3  | 4 | 0 |    |   |
| Simeon Jackson        | 1987-03-28 | Millwall              | 3  | 3 | 0 |    |   |
| Randy Edwini-Bonsu    | 1990-04-20 | Stuttgarter Kickers   | 3  | 0 | 0 |    |   |
| Iain Hume             | 1983-10-30 | Fleetwood Town        | 1  | 0 | 0 |    |   |
| Daniel Haber          | 1992-08-05 | AEL Limasol           | 0  | 3 | 0 |    |   |
| Evan James            | 1990-06-19 | Tonbridge Angels      | 0  | 2 | 0 |    |   |
| Caleb Clarke          | 1993-06-23 | FC Augsburg II        | 0  | 1 | 0 |    |   |
| Frank Jonke           | 1985-01-30 | FF Jaro Pietarsaari   | 0  | 1 | 0 |    |   |

Canadese voetbalbond · A-internationals · Bondscoaches · Selecties · Statistieken · Canadees vrouwenelftal · Canada U21 · Canada U20 · Canada U19 · Canada U18 · Canada U17
1885 – 1949 ·
1950 – 1969 ·
1970 – 1979 ·
1980 – 1989 ·
1990 – 1999 ·
2000 – 2009 ·
2010 – 2019 ·
2020 − 2029
WK 1986
OS 1904 · 
OS 1976 · 
OS 1984
1885 · 
1886 · 
1887 · 
1888 · 
1889–1903 · 
1904 · 
1905–1923 · 
1924 · 
1925 · 
1926 · 
1927 · 
1928–1936 · 
1937 · 
1938–1956 · 
1957 · 
1958–1967 · 
1968 · 
1969–1971 · 
1972 · 
1973 · 
1974 · 
1975 · 
1976 · 
1977 · 
1978–1979 · 
1980 · 
1981 · 
1982 · 
1983 · 
1984 · 
1985 · 
1986 · 
1987 · 
1988 · 
1989 · 
1990 · 
1991 · 
1992 · 
1993 · 
1994 · 
1995 · 
1996 · 
1997 · 
1998 · 
1999 · 
2000 · 
2001 · 
2002 · 
2003 · 
2004 · 
2005 · 
2006 · 
2007 · 
2008 · 
2009 · 
2010 · 
2011 · 
2012 · 
2013 ·
2014 ·
2015 ·
2016 ·
2017 ·
2018 ·
2019 ·
2020 ·
2021 ·
2022
Amerikaanse Maagdeneilanden ·
Argentinië ·
Armenië ·
Aruba ·
Australië ·
Azerbeidzjan ·
Bahrein ·
Barbados ·
België ·
Belize ·
Bermuda ·
Brazilië ·
Bulgarije · 
Chili ·
China ·
Colombia ·
Congo-Brazzaville ·
Costa Rica ·
Cuba ·
Curaçao ·
Cyprus ·
DDR ·
Denemarken ·
Dominica ·
Duitsland ·
Ecuador ·
Egypte ·
El Salvador ·
Engeland ·
Estland ·
Faeröer · 
Finland ·
Frankrijk ·
Ghana ·
Griekenland ·
Guatemala ·
Haïti ·
Honduras ·
Hongarije ·
Hongkong ·
Ierland ·
IJsland ·
Indonesië ·
Iran ·
Italië ·
Jamaica ·
Japan ·
Joegoslavië ·
Kaaimaneilanden ·
Kameroen ·
Kroatië ·
Libië ·
Luxemburg ·
Maleisië ·
Malta ·
Marokko ·
Mauritanië ·
Mexico ·
Moldavië ·
Nederland ·
Nieuw-Zeeland ·
Nigeria ·
Noord-Ierland ·
Noord-Korea ·
Noord-Macedonië ·
Oekraïne ·
Oezbekistan ·
Oostenrijk ·
Panama ·
Paraguay ·
Peru ·
Polen ·
Portugal ·
Puerto Rico ·
Qatar ·
Saint Kitts en Nevis ·
Saint Lucia ·
Saint Vincent en de Grenadines ·
San Marino ·
Saoedi-Arabië ·
Schotland ·
Singapore ·
Slovenië ·
Sovjet-Unie ·
Spanje ·
Suriname ·
Trinidad en Tobago ·
Tsjechië ·
Tunesië ·
Turkije ·
Uruguay ·
Venezuela ·
Verenigde Staten ·
Wales ·
Wit-Rusland ·
Zuid-Afrika ·
Zuid-Korea ·
Zwitserland
België (2022)